# Обыкновенный тунец
Обыкновенный тунец или синий (также синепёрый, голубой, голубопёрый, красный) тунец (лат. Thunnus thynnus) — вид лучепёрых рыб семейства скумбриевых. Это наиболее крупный представитель своего рода, максимальная зарегистрированная длина составляет 4,6 м, а масса 684 кг. Среди представителей отряда скумбриеобразных по размеру они конкурируют лишь с меч-рыбами, атлантическими голубыми и чёрными марлинами.
Обыкновенные тунцы обитают в субтропических, реже в тёплых умеренных и тропических водах Атлантического океана. Эти стайные пелагические рыбы встречаются как в прибрежных водах, так и в открытом океане на глубине до 985 м при широком диапазоне температур — от 5 до 30 °С. Обычно держатся в приповерхностных водах. Совершают сезонные миграции, перемещаясь в основном вдоль берегов. Близкородственны тихоокеанским голубым и австралийским тунцам. Рацион состоит из мелких пелагических рыб и головоногих моллюсков. Размножение путём икрометания. Ценный промысловый вид. Красная книга МСОП рассматривает вид в категории «Вызывающие наименьшие опасения»; из-за перелова обыкновенные тунцы, обитающие в Средиземном море, помещаются в категорию «Близкие к уязвимому положению», в Мексиканском заливе — «Вымирающие». За последние 40 лет численность популяции в восточной Атлантике сократилась на 72 %, а в западной — на 82 %. Тунцов промышляют ярусами, кошельковыми неводами и различной крючковой снастью. Они являются популярным объектом рыбной ловли.

## Таксономия
Вид впервые был научно описан Карлом Линнеем как Scomber thynnus. Наиболее близкородственными видами являются тихоокеанский голубой и австралийский тунцы. Ранее тихоокеанский голубой тунец и обыкновенный тунец считались подвидами, на основании молекулярных и морфологических исследований в 1999 году они были признаны самостоятельными видами. Название рода и видовой эпитет происходят от др.-греч. θύνω «(бешено) бросаюсь, устремляюсь».

## Ареал

Ареал

Обыкновенный тунец обитает в Атлантическом океане. В западной его части ареал простирается от Канады до Бразилии, включая Карибское море и Мексиканский залив, хотя основная часть бразильской популяции в настоящее время исчезла и за последние 20—36 лет обыкновенные тунцы не встречаются у побережья Бразилии. В восточной Атлантике они обитают от Норвегии до Канарских островов, попадаются в водах Мавритании и ЮАР. Населяют Средиземное море. В XX веке ареал распространялся на Чёрное море, откуда тунцы совершали ежегодные миграции на нерест в восточную часть Средиземного моря. После Второй мировой войны состояние окружающей среды в черноморской зоне ухудшилось и теперь они стали там редки. Анализ показал, что с 1960-х годов ареал обыкновенных тунцов сократился на 46 %, это самый большой показатель среди пелагических рыб.

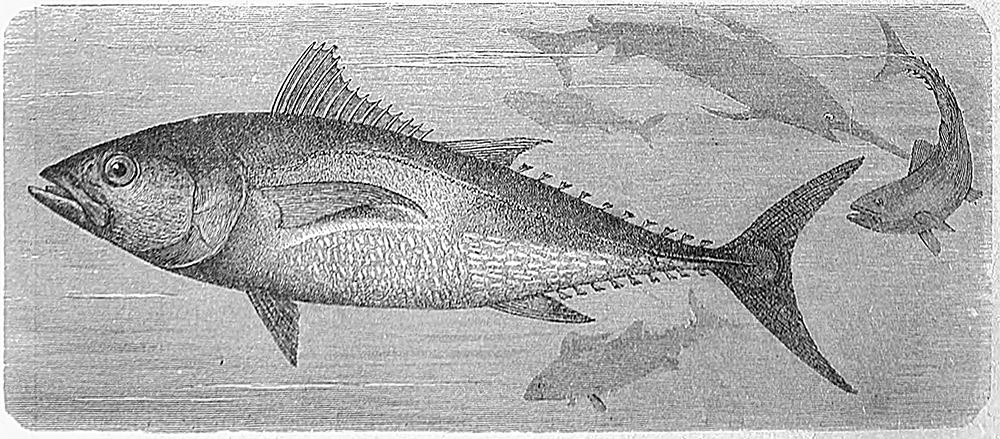
Старинная гравюра с изображением обыкновенного тунца (1892)

В 1969 году была организована Международная комиссия по охране атлантического тунца, которая выработала квоты исходя из этой концепции: в Западной Атлантике вылов сильно ограничили, поскольку тунцы стали редки ещё в 1970-х годах, а в Восточной разрешили в существенных масштабах. В 1950-х годах было начато исследование миграций тунцов с помощью мечения. На основании полученных данных, а также благодаря использованию молекулярно-генетического анализа удалось установить, что несмотря на существование двух нерестовых зон (в Средиземном море и в Мексиканском заливе), популяция обыкновенного тунца едина, а отдельные особи способны пересечь океан. Тунцов с метками, прикрепленными у Флориды, ловили в Бискайском заливе. Обыкновенные тунцы совершают вертикальные суточные миграции, в зависимости от сезона, опускаясь на глубину до 500 м.

## Описание

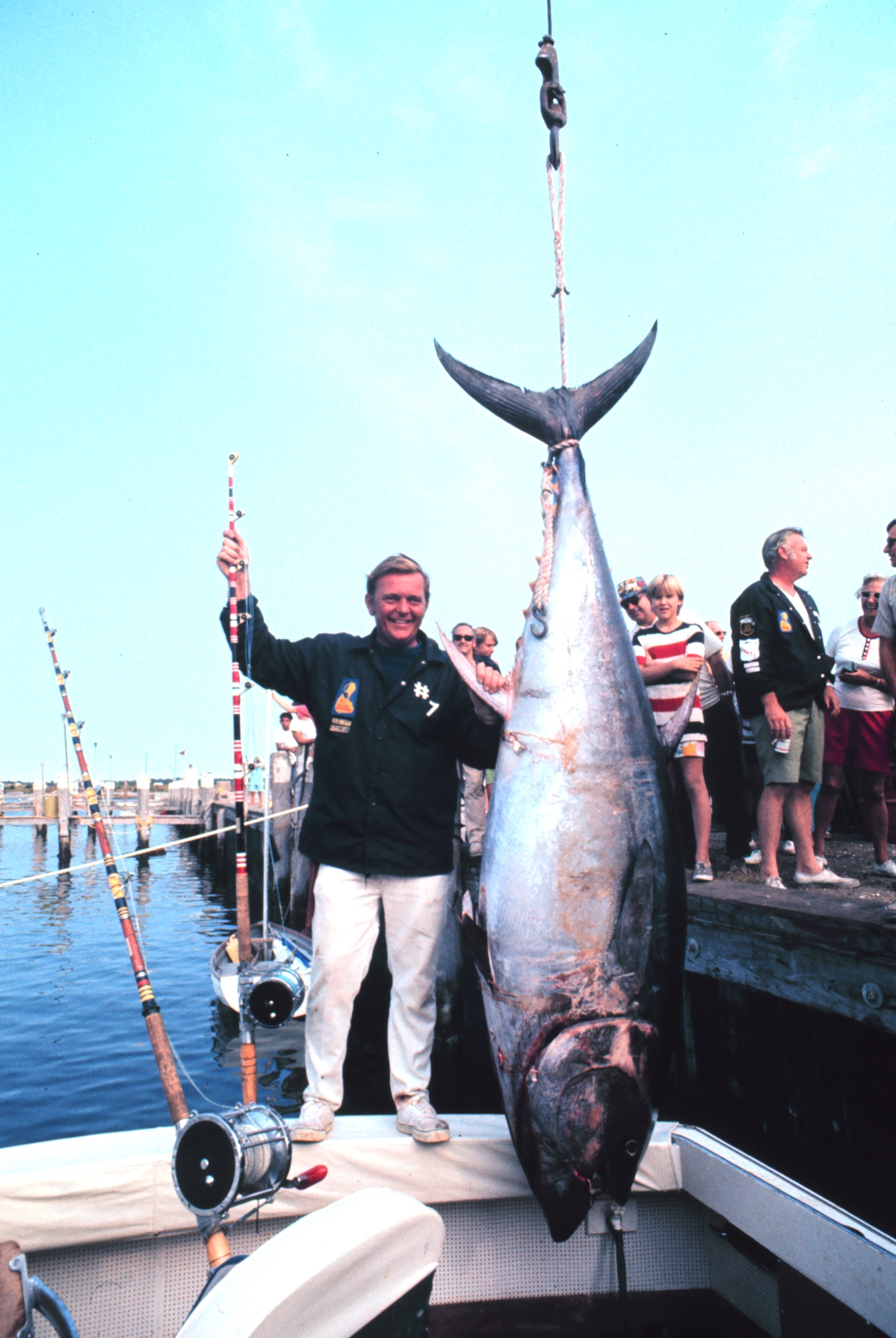

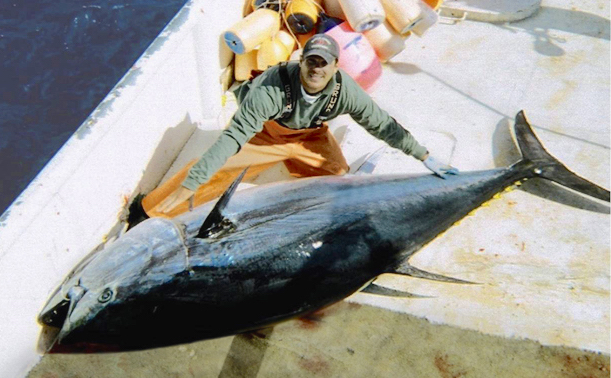

Самый крупный когда-либо пойманный экземпляр имел длину 4,58 м, а самый тяжёлый весил 684 кг.
У обыкновенных тунцов удлинённое веретенообразное тело, сильно сужающееся к хвостовому стеблю. Туловище имеет почти круглое поперечное сечение. Голова большая, коническая, глаза маленькие, рот крупный с одним рядом маленьких заострённых зубов на каждой челюсти. Два спинных плавника расположены близко друг к другу. Первый спинной плавник длинный, с вогнутым краем. Второй спинной плавник короче, серповидной формой схож с анальным плавником. Боковая линия волнообразно изогнута. Брюшные плавники маленькие, заостренные. Между вторым спинным и хвостовым плавниками расположено 8—10 маленьких дополнительных плавничков. В анальном плавнике 13—16 мягких лучей. Между анальным и хвостовым плавниками расположено 7—9 дополнительных плавничков. Хвостовой стебель удлинённый, с тремя стабилизирующими горизонтальными килями с каждой стороны: крупный средний и два небольших по обе стороны от него. Окраска характерная для пелагических рыб: дорсальная поверхность тела тёмно-синяя, верхняя часть боков зеленоватая, иногда с поперечными рядами бледных пятен, вентральная сторона светлая. Первый спинной плавник жёлтый или голубой, второй спинной и анальный плавники коричневые. Дополнительные плавнички жёлтые с тёмными краями. Нижняя поверхность печени радиально исчерчена. Имеется плавательный пузырь. Грудные плавники маленькие и заострённые, не достигают промежутка между спинными плавниками. Тело покрыто чешуёй, в передней части и вдоль боковой линии она сильно увеличена и образует панцирь.

## Биология
Обыкновенные тунцы — стайные пелагические рыбы, совершающие длительные миграции. Иногда они образуют косяки с близкими по размеру тунцами других видов — длиннопёрыми, желтопёрыми, большеглазыми, полосатыми и т. д. Рацион разнообразен и зависит от кормовой базы в районах нагула. Его основу составляют стайные пелагические рыбы, обитающие у поверхности воды (сардина, скумбрия, анчоус, шпрот, сельдь) и головоногие моллюски. В поисках корма стаи тунцов иногда совершают дневные вертикальные миграции, опускаясь днём на глубину, а ночью поднимаясь к поверхности. Исследования в Средиземном море показали, что молодь тунца питается в основном зоопланктоном и мелкими пелагическими рыбами.

### Особенности физиологии
Обыкновенные тунцы находятся в постоянном движении. При остановке у них затрудняется дыхание, поскольку жаберные крышки открываются в соответствии с поперечными движениями тела влево и вправо. Вода через открытый рот проходит в жаберную полость только на движении. Эти стремительные рыбы способны развивать скорость до 90 километров в час, главную локомоторную функцию у них (как и у скумбрий, пеламид, меч-рыбы, марлинов) выполняет хвостовой плавник, а короткое обтекаемое тело остаётся почти неподвижным.
Как и прочие представители рода обыкновенные тунцы способны за счёт эндотермии поддерживать повышенную относительно окружающей среды температуру тела. Эффект обеспечивается комплексом подкожных кровеносных сосудов под названием лат. Rete mirabile — «чудесная сеть». Это плотное переплетение вен и артерий, которое пролегает по бокам туловища рыбы и снабжает кровью боковую мускулатуру и прилегающие к позвоночнику красные мышцы. Оно позволяет удерживать тепло, подогревая холодную артериальную кровь за счёт венозной, разогретой работой мышц, крови. Таким образом обеспечивается более высокая температура мускулатуры, мозга, внутренних органов и глаз, что даёт возможность тунцам плыть с высокой скоростью, снижает расход энергии и позволяет им выживать в более широком диапазоне условий окружающей среды по сравнению с прочими рыбами. В моменты наибольшего расхода энергии температура тела тунцов может на 9—10 °C превышать температуру окружающей воды.
Тунцов отличает высокая кислородная ёмкость крови: содержание гемоглобина в крови рыб доходит до 21 г%, тогда как у пеламид, которые тоже являются прекрасными пловцами, его концентрация не более 14 г%. У большинства рыб мясо белое, а у тунцов мышечные ткани окрашены в разные тона красного цвета от бледно-розового до тёмно-красного. Такой цвет миотомальным мускулам придаёт кислородосвязывающий белок миоглобин, который содержится в мясе тунцов в гораздо большем количестве по сравнению с мясом других рыб. Богатая кислородом кровь обеспечивает мускулы дополнительной энергией. Подобная система кровеносных сосудов, вероятно, увеличивает упругость тела за счёт наполнения кровью приповерхностных тканей, что позволяет рыбе совершать частые колебательные движения хвостом. Аналогичный механизм обнаружен у китообразных.

### Размножение
Обыкновенные тунцы размножаются икрометанием. Плодовитость крупных особей достигает 10 млн икринок. Существуют две зоны нереста с различным сезоном. В Мексиканском заливе тунцы размножаются с середины апреля до начала июня при температуре воды 22,6-27,5 °C, достигнув длины около 2 м, что соответствует возрасту 8—10 лет, хотя у большинства особей первый нерест проходит в возрасте 12 лет.
В Средиземном море тунцы становятся половозрелыми в возрасте трех лет, здесь они нерестятся в июне—июле. Из мелких икринок (1,0—1,1 миллиметра) с жировой каплей приблизительно через двое суток выходят личинки длиной около сантиметра, которые собираются в стайки у поверхности воды. Тунцы живут до 35 лет, а максимальная продолжительность жизни оценивается в 50 лет.

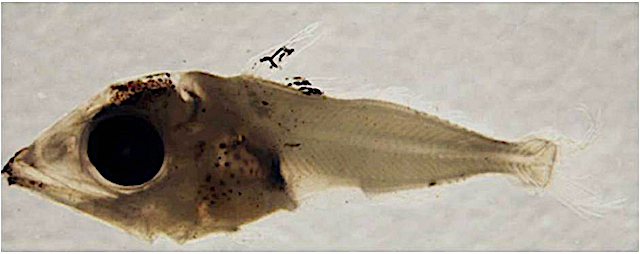
Личинка обыкновенного тунца

| Возраст, год | 1   | 2    | 3    | 4   | 5   | 6   | 7   | 8   | 9   | 10  |
| Длина, см    | 64  | 81,5 | 97,5 | 118 | 136 | 153 | 169 | 182 | 195 | 206 |
| Вес, кг      | 4,4 | 9,5  | 16   | 25  | 40  | 58  | 76  | 95  | 120 | 145 |

## Взаимодействие с человеком

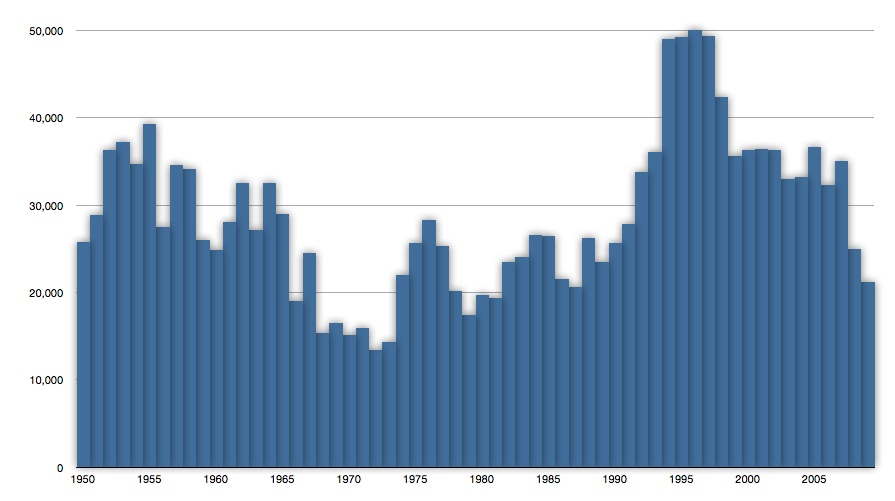
Мировые уловы обыкновенного тунца в 1950—2009 гг. (тонн)

Мясо обыкновенных тунцов является деликатесом. Считается лучшим сырьём для суши и сашими помимо мяса тихоокеанского голубого тунца. Сырое мясо тёмно-красного цвета, после термической обработки белеет или приобретает цвет слоновой кости. Текстура плотная, по внешнему виду напоминает говядину. Прекрасный источник белка (содержание 23,3 г на 100 г), тиамина, селена, витамина B6 и омега-3-ненасыщенных жирных кислот. Калорийность 144 кКал. В мясе этих рыб, как и в мясе прочих тунцов может накапливаться ртуть и гистамин.

### Промысловое значение

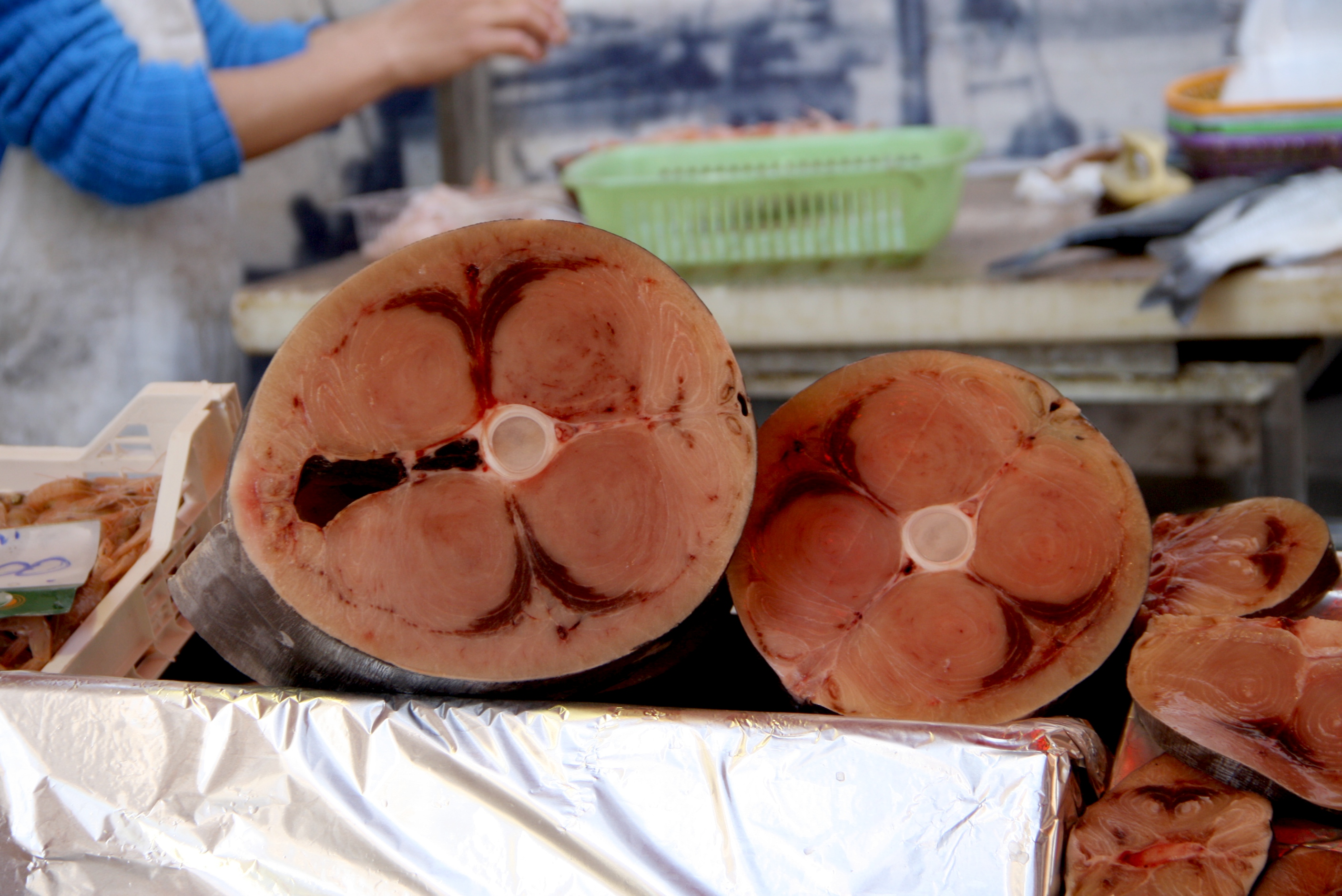
Тунец на рынке в Сиракузах

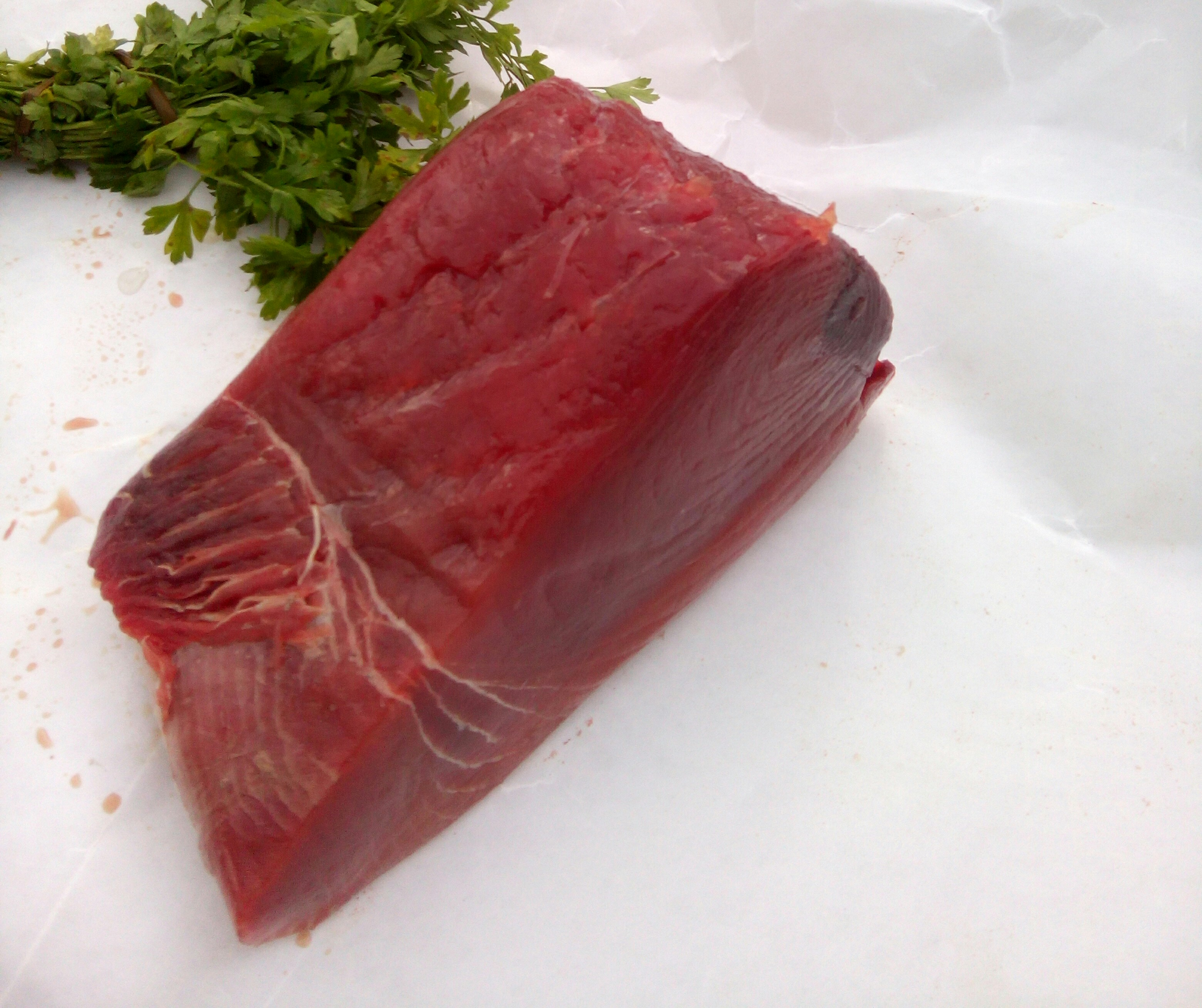

Тунцы издавна были и остаются важным промысловым объектом. В сицилийских пещерах найдены наскальные изображения этих рыб. Обыкновенных тунцов, которые ежегодно проходили через Гибралтарский пролив, ловили по всему Средиземному морю. На Босфоре использовали 30 разных слов для обозначения этой рыбы. Их изображали на греческих и кельтских монетах.
Тунцы были и остаются объектом спортивной рыбалки. С середины XX века сильно возросло потребление консервов из тунца.
В Японии стали есть суши примерно в 40-х годах 19 века, когда в Эдо прибыл крупный улов тунца. Один из поваров придумал замариновать мясо рыбы в соевом соусе и подать сырым. Блюдо прижилось. В 30-х годах 20 века суши и сашими широко распространились в Японии. Позднее возникла мода в США и других странах, в том числе в России. Эти блюда можно делать из мяса большеглазого или желтопёрого тунца, но лучшим сырьём считается обыкновенный тунец.
Обыкновенных тунцов промышляют ярусами и кошельковыми неводами. Охлаждённые и замороженные туши используют в ресторанном бизнесе и производстве полуфабрикатов.

### Меры по сохранению вида
Обыкновенный тунец относится в списке МСОП к видам, которым угрожает исчезновение. Его численность с 1970-х годов прошлого века снизились на 51 %. Попытки запретить торговлю обыкновенным тунцом остаются безуспешными. Среди стран, которые их блокируют, находится прежде всего Япония, импортирующая большие количества этой рыбы для суши. С 2002 года в странах ЕС запрещён промысел с помощью дрифтерных сетей. В Мексиканском заливе запрещён непосредственный ярусный лов обыкновенных тунцов, однако они попадаются на крючки ярусов в качестве прилова в ходе промысла желтопёрых тунцов. Рекомендовано использование «слабых крючков», которые не смогли бы удержать такую крупную рыбу, как обыкновенный тунец. Гринпис внёс обыкновенного тунца в «Красный список продуктов», от употребления которых рекомендовано воздерживаться, чтобы не усугублять вред, наносимый экосистеме
Принятые международные соглашения запрещают добывать особей, не достигших определённых размеров. Но закон не устанавливает ограничений на содержание молодых особей в садке. У большинства стран Средиземного бассейна имеются прибрежные рыбные фермы. Косяки молодых тунцов, не достигших полутораметровой длины, окружают сетью и буксируют в специальные загоны, где откармливают до приемлемых к добыче размеров. Таким способом вылавливают сотни тысяч молодых особей, существенно больше, чем половозрелых тунцов. Существует мнение, что подобная практика по откорму тунца, видимо, не решает проблему восстановления численности популяции, а наоборот усугубляет её.